# Разве ревут волы, когда ясли полны?
Разве ревут волы, когда ясла полны? (укр. Хіба ревуть воли, як ясла повні?) — роман, написанный братьями Панасом Мирным и Иваном Билыком.

## История написания

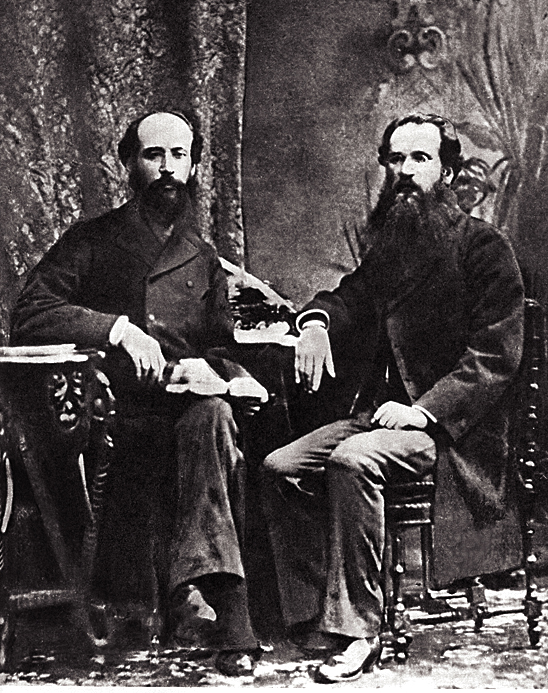
Авторы романа: Панас Мирный (справа) и Иван Билык. 1881 год.

Толчком к написанию романа стало путешествие Панаса Мирного из Полтавы в Гадяч. В 1874 году в журнале «Правда» писатель опубликовал очерк «Путешествие из Полтавы в Гадяч», который и был положен в основу будущего романа. Услышанный от извозчика рассказ об «известном на всю губернию разбойнике» Гнидко, который был осуждён на каторжные работы, осталась в памяти, «как огромный ржавый гвоздь, забитый в белую стену его воспоминаний». Больше всего удивляло Панаса Мирного то, что люди не осуждали поступков Гнидко, а наоборот сочувствовали ему, называли его несчастным человеком.
Работа над романом продолжалась четыре года: с 1872 по 1875. Нет никаких свидетельств о том, собирал ли Панас Мирный дополнительные сведения о Василии Гнидко. Очевидно, главный персонаж произведения — Нечипор Варениченко (Чипка) — вымышленный персонаж, которого автор поселил в селе Пески Гетманского уезда на Полтавщине. Село Пески существовало на самом деле, однако находилось оно в Гадяцком уезде, а Гетманский уезд — вымышленный писателем.
Готовую рукопись повести Рудченко прислал брату Ивану, который тогда работал под литературным псевдонимом Иван Билык, был известным фольклористом и литературным критиком. Тот в целом одобрительно оценил сюжет романа, однако сделал некоторые существенные замечания. Всего редакций романа было шесть. Уже после третьей редакции, советы Ивана Билыка переросли в сотрудничество с Панасом Мирным, направленное на совершенствование произведения.
Окончательный вариант романа не смог выйти в свет в Российской империи. Он был напечатан только в 1880 году в Женеве при содействии Михаила Драгоманова.

## Идейно-тематическое содержание
Роман «Разве ревут волы, когда ясли полны?» стал первой в украинской литературе монументальной крестьянской эпопеей, всесторонним изображением жизни украинского села. Авторы смело утверждают важную во все века идею — народ жил бы мирно, если бы не невыносимое угнетение (волы бы не ревели, если бы ясли были полные), но вместе с тем с помощью насилия мир не усовершенствуешь. Отвечая на зло злом, человек лишь усиливает его и запирает в круг, из которого нет выхода.
Современные литературоведы определяют тему романа как выполненное на широком общественном фоне жизнеописание преступника Чипки с момента его рождения до заключения на каторгу. Интересно, что в советских учебниках и пособиях несколько иначе формулировали тему этого произведения: «Изображение жизни и борьбы украинского крестьянства против социального угнетения, в частности крепостничества и его остатков, накануне и во время проведения реформ, которые начались в 1861 году».

## Жанровые и стилевые особенности произведения
В романе показаны общественно значимые социальные проблемы, поэтому по характеру он социальный. Кроме того, социальные процессы изображены через психологию героев, их мысли, стремления и переживания, отсюда глубокий психологизм. Итак, это ярко выраженный социально-психологический роман.
Эта жанровая форма романа — достояние реалистического искусства. В реалистическом полотне Панаса Мирного и Ивана Билыка встречаются и романтические вкрапления, особенно в первом лирическом разделе «Полевая царевна», где повествуется о вспыхнувшей любви главного героя юного Нечипора к Гале.

## Персонажи

### Чипка Варениченко
На первых страницах романа автор знакомит читателя с Нечипором (рус. Никифор) Варениченко — молодым человеком, одним из тех, «которых часто можно встретить по нашим хуторам и селам». Однако отличает его от других пылкий взгляд, «быстрый как молния», в котором светились «какая-то необычная смелость и духовная мощь, вместе с какой-то хищной тоской…» Многогранный характер Чипки-рестьянина протестует против социальной несправедливости, но, не найдя законных путей борьбы, он становится на «кривую дорожку» бунтарства.
Рассказывая историю села Пески, которое было основано когда-то каким-то казаком, авторы также прослеживают и родословную главного героя, вспоминают о настоящем отце Ивана Вареника, Чипкином деде, каким был Василий Семёнович Польский. Крепостная Ульяна, служившая в барском дворе, вышла замуж за Петра Вареника, а через три месяца «послал Бог Петру сына Ивана». Вместе с панской кровью Чипка унаследовал барские недостатки. Это один из тех генетических факторов, оказавших влияние на формирование его характера.
Иван Вареник в ходе своих странствий завёл семью на Дону. Но из-за тяги к родным местам вернулся и женился на Мотре (Матрёне), таким образом став двоежёнцем. Когда Иван был изобличён, Мотря уже была беременна и вскоре в тяжёлых родах произвела на свет мальчика, названного Чипкой, то есть Нечипором. Иван был осуждён на рекрутчину и отдан в солдаты, оставив семью без отца. Из-за этого в кругу сверстников мальчик Чипка считался байстрюком (незаконнорождённым), и его сторонились.
В наследство от бабы Оришки (Арины), мягкой и доброй, Чипка получил зачатки любви и добра. Недаром он говорил: «Я, бабушка, буду добр … если я плохого не делаю, то и Бог меня не побьёт». Она была единственной, кто имел влияние на Чипку.
Отношение же к родной матери является нетипичным для рядового украинского крестьянского ребёнка. С детства он не любил и не слушал её, не боялся ни ругани, ни её драки. А с годами появилась и неуважение, и злость, и ненависть к ней.
Рос Чипка «в голоде и холоде, в нищете и недостаче. И всё сам по себе как палец». Человеческая несправедливость разожгла гнев в чувствительном и уязвимом детском сердце, разбередила его душу. С самого детства в нём развивается жестокость. Ещё в бытность Чипки малышом опрометчивая материнская угроза подтолкнула его к осквернению иконы, потом он чуть не сжёг казака Бородая. Услышав от деда Уласа правду об отце, он упрекнул мать — чего, мол, отец не вырезал тогда всех господ? Итак, склонность к мести, бунтарство присущи Чипке с раннего детства. Со временем болевое ощущение несправедливости, угнетения, неравенства усиливается и перерастает в тяжёлую болезнь, нарушает душевное равновесие. Правда, юношеские годы для Чипки были веселее: сельская община отсудила ему от матери часть земли, на которой они завели хозяйство. Таким образом появилась даже надежда на бракосочетание и счастливую семейную жизнь Чипки.
Отмена крепостного права привела к изменениям в жизни, не всегда положительным. Чипка, уже 17-летний юноша, стал свидетелем того, как деду Уласу, у которого он работал подпаском, назначили неподъёмную сумму выкупных платежей, из-за чего тот был вынужден уйти из громады (общины).
Новая беда — отобрали землю — перевернула спокойную земледельческую жизнь. Не найдя справедливости в суде, где судья требовал 50 рублей за возвращение земли, Чипка теряет веру в справедливость и пытается утопить своё горе в рюмке. Его мать Мотря безуспешно пытается образумить его и в отчаянии сообщает о нём полиции. Отсидев в «холодной» (аналог современных «15 суток»), он начинает обвинять во всём мать и выгоняет её из дома.
Пьянство, плохая компания — Мотня, Лушня, Крыса — толкают его к грабительскому разбою. Стихийный протест, попытка вернуть своё управляют Чипкой, когда он нападает на имение господина писаря. Однако любое преступление, даже во имя справедливости, деморализует человека, нивелирует ценность человеческой жизни: ведь Чипка даже на минуту не задумывается над тем, что убил невинного человека — сторожа.

### Григорий
По принципу контраста выписан образ Григория. Претерпев много горя с детства (его родители умерли от холеры, когда он был ещё совсем маленьким ребёнком), Григорий, дойдя до зрелых лет, отправился на заработки. Проработав два года, вернулся в деревню, купил землю, дом, завёл хозяйство и начал думать о свадьбе. Искал себе богатую и красивую девушку, а полюбив, женился на соседской служанке, такой же сироте, как и он сам. Григорий, как и Чипка, с детских лет видел беззаконие и несправедливость, но он никогда не пытался сопротивляться, бунтовать. Жаркие Чипкины слова не затронули его сердце, но зародили тоску в чувствительной к человеческому горю душе. Он, видя у своей жены Христины сочувствие к Чипке, немного даже ревнует её к нему, но позже перестаёт это делать, понимая, что тут речь не о влюблённости. В итоге Григорий в самый ответственный момент отступается от Чипки, не сказав ни слова в его защиту.

### Максим
История Максима развивается отдельной сюжетной линией. Односельчанин Чипки и Григория, старший их современник, в юности приобрёл дурную славу как драчун и ловелас. Его отец, с целью избавиться от позорящего его сына, отправляет его в рекруты. Там Максим со временем привыкает к обстановке, дослуживается до унтер-офицера, получает награду в ходе войны с венграми и выходит в отставку из-за ранения на Крымской войне. Позже он женится на Явдохе (Евдокии) — женщине с неустроенной личной жизнью, побывавшей любовницей у нескольких мужчин. У супругов рождается дочь Галя. Максим выписан как ловкий человек, не брезгующий уголовщиной (тайными грабежами), которым он начинает заниматься уже в гражданской жизни. Галя осуждает отца, но пойти против него не хочет. Со временем сюжетные линии Максима и Нечипора сходятся — Чипка женится на Гале и становится зятем Максима (а также сообщником в его преступных делах).